# Sympistis lapponica
Sympistis lapponica is een nachtvlinder uit de familie van de Noctuidae, de uilen. 
De vlinder heeft een spanwijdte van 23 tot 26 millimeter. De voorvleugel is grijs met een drukke zwarte tekening en geblokte franje. De achtervleugel is grijs met een vaag wit lijntje en witte franje. 
Sympistis lapponica gebruikt bosbes en dwergberk als waardplanten. De soort overwintert tweemaal, het eerste jaar als ei, het tweede jaar als pop. De soort vliegt eind juni en juli.
De vlinder komt voor in het uiterste noorden van Europa, Azië en Noord-Amerika, inclusief Groenland. De habitat bestaat uit berghellingen boven de boomgrens.